# Вера Црвенчанин Куленовић
Вера Црвенчанин Куленовић (Нови Сад, 24. децембар 1920 — Београд, 23. јануар 2013) била је прва је жена филмски редитељ у Југославији. Завршила је Академију за позориште и филм, одсек режија.

## Биографија
Вера Црвенчанин Куленовић рођена је у Новом Саду 24. децембра 1920. године у грађанској породици, као ћерка Јована Црвенчанина, ваздухопловног ђенералштабног пуковника. Била је супруга књижевника Скендера Куленовића и мајка композитора Вука Куленовића и балерине Биљане Куленовић.

## Уметнички рад
Уметнички рад Вере Црвенчанин започиње у НОБ-у у току Другог светског рата. Као борац Космајског одреда, Београдског батаљона и Дванаесте крајишке бригаде, брине о културном и образовном животу сабораца. Августа 1942. године, на белом коњу и с песницом на челу, прва је ушла у ослобођени Дрвар, након што су пролетерске јединице, већином састављене од бораца из Србије, потукле усташку војску. Професионалну каријеру започиње 1944. године, као глумица у "Централној позоришној групи БИХ", и наставља је у Народном позоришту у Сарајеву. Прву шпицу, на документарном филму "Београдски универзитет" потписала је 1948. године, за Авала филма. Након тога је уследило још много краткометражних филмова које је Вера Црвенчанин стварала као редитељ те филмске куће. Од 1953. године радила је као самостални уметник. Писала је монодраме, сценарија, драматизације књижевних дела и више запажених књига из позоришне прошлости. Добитница је Стеријине награде за драматизацију ТВ драме "На рубу памети" из 1981. године (режија Славољуб Стефановић Раваси), рађене према истоименом роману Мирослава Крлеже из 1964. године.
Једно време радила је у телевизији Нови Сад као сценариста и редитељ.
Вера Црвенчанин Куленовић преминула је у јануару 2013 године. Сахрањена је на гробљу Орловача, у Београду.

### Филмографија
- 1948. Београдски универзитет (кратки документарни филм - сценарио и режија)
- 1949. Нови дом (кратки документарни филм - сценарио)
- 1950. Београдско народно позориште (кратки документарни филм - сценарио и режија)
- 1958. Породица Глишић (кратки документарни филм - сценарио)
- 1963. Приче о јунацима (ТВ филм - сценарио)
- 1964. Вилијам Шекспир (кратки филм - сценарио)
- 1964. Рођендан (кратки документарни филм - сценарио и режија)
- 1966. Пахуљица (кратки документарни филм - сценарио и режија)
- 1968. Стојанка мајка Кнежопољка (кратки документарни филм - сценарио и режија)
- 1968. На рубу памети (ТВ филм - сценарио)
- 1973. Човјек, човјеку (кратки документарни филм - сценарио)
- 1981. На рубу памети (ТВ филм - сценарио) - Стеријина награда